# بيلي جو توليفر
بيلي جو توليفر (بالإنجليزية: Billy Joe Tolliver)‏ (ولد 7 فبراير 1966) هو لاعب كرة قدم أمريكية سابق. لعب في دوري كرة القدم الأمريكية ودوري كرة القدم الكندية لمدة اثني عشر موسم.

## روابط خارجية
- بيلي جو توليفر على موقع IMDb (الإنجليزية)
- بيلي جو توليفر على موقع مرجع كرة القدم المحترفة.كوم (الإنجليزية)